# Nam Định
Nam Dinh (Nam Định) est une ville, capitale de la province de Nam Dinh, au Viêt Nam. Du temps de l'Indochine française, c'était la ville la plus importante du point de vue de l'industrie du textile. De nombreux témoins architecturaux de cette période subsistent de nos jours, comme l'immense église Saint-Nicolas (construite en 1934) au bord du lac Vi Xuyen, la plus grande du Viêt Nam, avec une coupole de style florentin ; l'ancien séminaire Saint-Albert, aujourd'hui école primaire Nguyen Van Cu ; l'usine de textile de Nam Dinh (projet de musée en cours) ; l'école Saint-Thomas-d'Aquin (construite en 1924), aujourd'hui école Nguyen Khuyen, et plusieurs églises, etc.
La ville possède également nombre de pagodes dont l'une des plus anciennes est la pagode Cổ Lễ (XIIe siècle, rénovée en 1902).
Au cimetière de Nam Dinh se trouvent les tombes de certains Français, dont celle, numéro 263, de l'Adjudant-chef Roger Vandenberghe, surnommé 'Vanden', le sous-officier le plus décoré de l'Armée de terre française au XXe siècle, avec dix-huit citations.